# Pardosa hamifera
Pardosa hamifera är en spindelart som beskrevs av F. O. Pickard-Cambridge 1902. Pardosa hamifera ingår i släktet Pardosa och familjen vargspindlar. Inga underarter finns listade i Catalogue of Life.